# القولبة بالضغط الحراري

صب الضغط - رسم تخطيطي مبسط للعملية

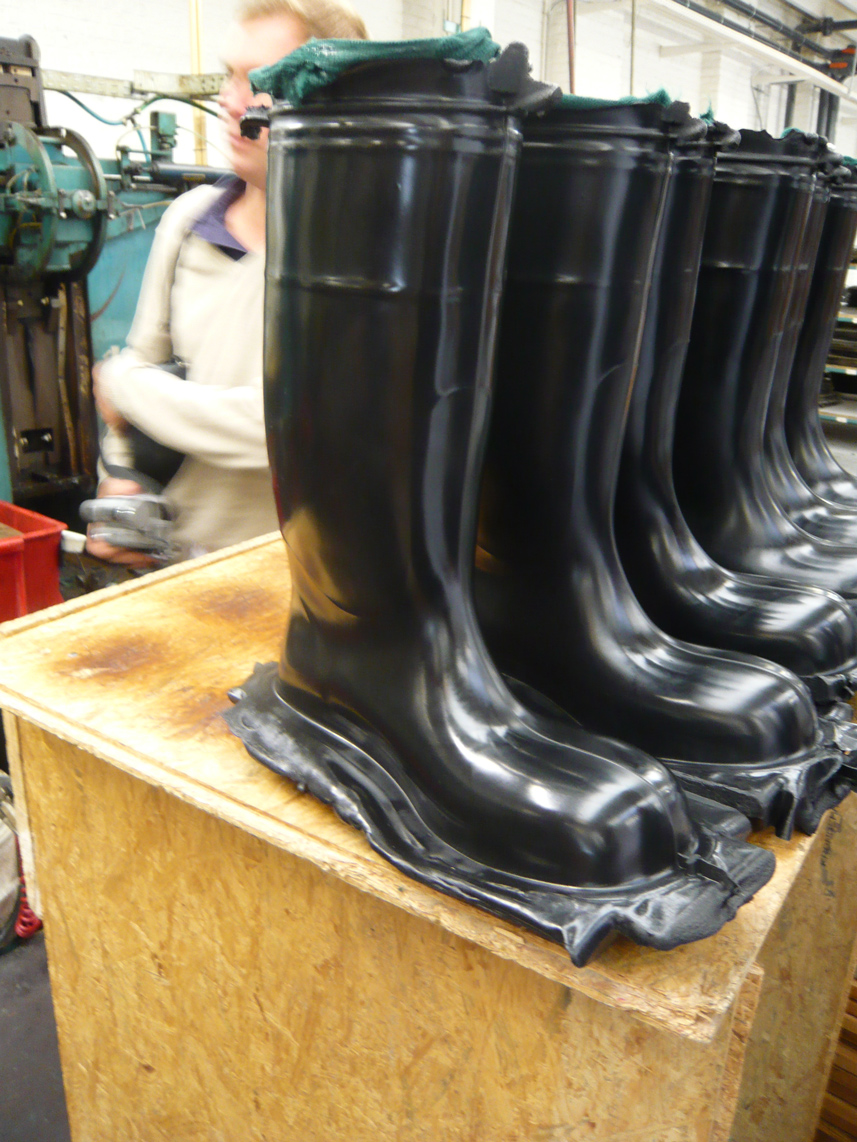
أحذية مطاطية مضغوطة مضغوطة قبل إزالة الومضات.

القولبة بالضغط الحراري هي أحد طريق لـتشكيل المواد بالصب يتم فيها وضع مادة التشكيل ، عادة تكون محتمئة قليلا ، في تجويف قالب مفتوح ساخن. يتم إغلاق القالب بقوة علوية أو سدادة عضوية (مؤنث عضو) ، ويتم الضغط على المادة لإجبارها على التلامس مع جميع مناطق القالب ، مع الحفاظ على الحرارة والضغط حتى يتم معالجة مادة التشكيل ؛ تُعرف هذه العملية أيضًا باسم «الفلكنة».  يُستخدم في هذه العملية راتنجات التصلد بالحرارة جزئياً ، إما في شكل حبيبات ، أو كتل تشبه المعجون ، أو تشكيلات مسبقة الصنع.
القولبة بالضغط الحراري هي طريقة عالية الحجم وعالية الضغط مناسبة لصب التعزيزات المعقدة عالية القوة المصنوعة من الألياف الزجاجية. يمكن أيضًا التشكيل المتقدم لمركبات اللدائن الحرارية بالضغط باستخدام أشرطة أحادية الاتجاه أو أقمشة منسوجة أو حصيرة من الألياف ذات توجه عشوائي أو حبلا مقطعًا. تتمثل ميزة القولبة بالضغط في قدرتها على تشكيل أجزاء كبيرة ومعقدة إلى حد ما. أيضًا ، إنها واحدة من أقل طرق القولبة تكلفة مقارنة بالطرق الأخرى مثل قولبة النقل أو قولبة الحقن ؛ علاوة على ذلك ، فإنها تهدر القليل من المواد نسبيًا ، مما يمنحها ميزة عند العمل مع مركبات باهظة الثمن.
ومع ذلك ، فإن قولبة الضغط أحيانا توفر تناسقًا ضعيفًا للمنتج وصعوبة في التحكم في الوميض ، وهي غير مناسبة لبعض أنواع القِطع. أيضا عدد قليل من الخطوط المحبوكة يتم إنتاجها بقولبة بالضغط ويمكن ملاحظة تدهور كمية صغيرة من الألياف قصيرة الطول ، عندما تمت مقارنتها بقولبة بالحقن. القولبة بالضغط مناسبة أيضًا لإنتاج الأشكال الأساسية الكبيرة جدًا بأحجام تتجاوز قدرة تقنيات البثق. تشمل المواد التي يتم تصنيعها عادةً من خلال قولبة الضغط: أنظمة راتنج الألياف الزجاجية البوليستر (SMC / BMC) ، Torlon ، Vespel ، (PPS) ، والعديد من درجات كيتون الإيثر عديد الإيثر. 
يتم استخدام القولبة بالضغط بشكل شائع من قبل مهندسي تطوير المنتجات الذين يبحثون عن أجزاء من المطاط والسيليكون فعالة التكلفة. تشمل الشركات المصنعة للمكونات المصبوبة بالضغط منخفضة الحجم PrintForm و3D وSTYS وAero MFG.
تم تطوير قوالب الضغط لأول مرة لتصنيع الأجزاء المركبة لتطبيقات استبدال المعادن ، وعادة ما يتم استخدام قولبة الضغط لصنع أجزاء مسطحة أو منحنية بشكل معتدل. تستخدم طريقة التشكيل هذه بشكل كبير في تصنيع قطع غيار السيارات مثل الأغطية ، والمصدات ، والمجارف ، والمفسدين ، وكذلك الأجزاء الأصغر والأكثر تعقيدًا. يتم وضع المادة المراد تشكيلها في تجويف القالب ويتم إغلاق الأسطوانات الساخنة بواسطة مكبس هيدروليكي. مركب التشكيل السائب (BMC) أو مركب قولبة الصفيحة (SMC) ، مطابق لشكل القالب بالضغط المطبق ويتم تسخينه حتى يحدث تفاعل المعالجة. عادة ما يتم قطع مادة تغذية SMC لتتوافق مع مساحة سطح القالب. ثم يتم تبريد القالب وإزالة الجزء.
يمكن تحميل المواد في القالب إما على شكل كريات أو صفائح ، أو يمكن تحميل القالب من آلة بثق البلاستيك. يتم تسخين المواد فوق نقاط الانصهار ، وتشكيلها وتبريدها.
يستخدم قولبة الضغط أيضًا على نطاق واسع لإنتاج هياكل شطيرة تتضمن مادة أساسية مثل قرص العسل أو رغوة البوليمر. 
تعتبر المصفوفات البلاستيكية الحرارية شائعة في صناعات الإنتاج الضخم. أحد الأمثلة المهمة على ذلك هو تطبيقات السيارات حيث التقنيات الرائدة هي اللدائن الحرارية المقواة بالألياف الطويلة (LFT) والبلاستيك الحراري المقوى بالألياف الزجاجية (GMT).
في قولبة الضغط ، هناك ستة اعتبارات مهمة يجب على المهندس وضعها في الاعتبار:
- تحديد الكمية المناسبة من المواد.
- تحديد الحد الأدنى من الطاقة اللازمة لتسخين المادة.
- تحديد الحد الأدنى من الوقت اللازم لتسخين المادة.
- تحديد تقنية التسخين المناسبة.
- توقع القوة المطلوبة لضمان حصول اللقطة على الشكل المناسب.
- تصميم القالب للتبريد السريع بعد ضغط المواد في القالب.

## تعريف العملية
القولبة بالضغط هي عملية تشكيل يتم فيها وضع مادة بلاستيكية مباشرة في قالب معدني ساخن ثم يتم تليينها بالحرارة وبالتالي يتم إجبارها على التوافق مع شكل القالب ، مع إغلاق القالب. بمجرد اكتمال التشكيل ، يمكن إزالة الفلاش الزائد. عادةً ما تفتح آلات التشكيل بالضغط على طول محور عمودي.

## خصائص العملية
يميز استخدام مركبات البلاستيك بالحرارة عملية التشكيل هذه من العديد من عمليات التشكيل الأخرى. يمكن أن تكون هذه المواد الحرارية إما في أشكال التشكيل أو الحبيبية. على عكس بعض العمليات الأخرى ، نجد أن المواد عادةً ما يتم تسخينها مسبقًا وقياسها قبل التشكيل. هذا يساعد على تقليل الفلاش الزائد. يمكن أيضًا تشكيل الحشوات ، المعدنية عادةً ، بالبلاستيك. كملاحظة جانبية ، تذكر عدم السماح بأي قطع سفلية على الشكل ، فسيؤدي ذلك إلى جعل عملية الإخراج صعبة للغاية. تُستخدم على نطاق واسع المصفوفات اللدائنية الحرارية ذات فترة صلاحية متأصلة غير محددة وأوقات صب دورة أقصر ويتم عرض الأمثلة في المرجع 3.

## تخطيط العملية
القولبة بالضغط هي واحدة من أقدم تقنيات التصنيع لقولبة المطاط. تتضمن معلمات العملية وقت التشكيل ودرجة الحرارة والضغط. عادة ، يتم استخدام ضغط المشبك 300-400 طن. القالب النموذجي على شكل صدفة البطلينوس مع الجزء السفلي من تجويف القالب. كانت مكبس التشكيل يشبه إلى حد كبير مكبسًا رأسيًا مملوءًا بالمغرفة يستخدم في صب الألومنيوم. يستخدم قولبة الضغط أشكالًا مسبقة الصنع مصنوعة بواسطة البثق وقاطع الغمز (حيث تلتقي شفرتان في المركز لقطع البثق إلى الطول) أو قالب أسطواني والقص (التصنيع) .
قوارير المياه البلاستكية المضغوطة حرارياً مصنوعة من صفائح مقطعة بالقالب مقاس 3 بوصات في 6 بوصات. يتم صفيحة واحدة أسفل القلب ويتم وضع صفيحة واحدة متساوية الحجم فوق القلب ، ثم يتم إنزال الجزء العلوي من القالب يدويًا أو بالرافعة إلى الإغلاق شبه الكلي. ثم يتم دفع القالب إلى المكبس ، ويتم إغلاق المكبس هيدروليكيًا للضغط الكامل. درجة حرارة القالب حوالي 350 درجة. عندما تنتهي الدورة (بعد حوالي 3.5-4.0 دقيقة) ، تفتح المكبس ويسحب القالب نحو المشغل. يفتح المشغل الجزء العلوي من قالب صدفة البطلينوس ويميل الجزء العلوي من القالب إلى الخلف مقابل المكبس. الجزء المكشوف هو القارورة مع القلب لا يزال بداخلها. بينما الزجاجة لا تزال ساخنة ، يقوم المشغل بإدخال شوكات بين الزجاجة والقلب الفولاذي ويمد القارورة عند العنق لتحريرها من القلب.
يتم تشكيل نموذج لمراكز كرة الجولف الخاصة بالضغط الحراري بواسطة البثق. يحتوي الشكل على سبيكة دائرية 1 بوصة × 1 بوصة تقف في تجويف القالب. أثناء الدورة ، يقوم المشغل بتحميل المثبت بالبزاقات ويضع المثبت فوق القالب. يتم تحرير التشكيلات في تجويف القالب عند سحب درج الشريحة. عند فتح القالب ، ينخفض اللوح السفلي ويتم دفع القالب هيدروليكيًا إلى المشغل. يتم وضع الصفيحة الحرارية (جميع الأجزاء المقولبة من تلك الدورة متصلة ببعضها البعض بواسطة قشرة خط فاصل (وميض)) في عربة نقل ليتم قطعها بالقالب.

## تم إنتاج الأدوات النموذجية والهندسة
هناك ثلاثة أنواع من القوالب المستخدمة هي القوالب من نوع المكبس الفلاشي ، المكبس المستقيم ، أنواع من قوالب المكبس «المُثبت». يجب أن يحتوي قالب نوع الفلاش على شحنة دقيقة من البلاستيك وينتج وميض أفقي (مادة زائدة تبرز من القالب). يسمح القالب المستقيم من نوع المكبس ببعض عدم الدقة في شحن البلاستيك وينتج وميضًا رأسيًا. يجب أن يحتوي قالب نوع المكبس الذي تم هبوطه على شحنة دقيقة من البلاستيك ، ولا يتم إنتاج وميض. مزيد من التفاصيل موضحة في المرجع 3.

### فهرس
- تود وروبرت هـ وديل ك. ألين وليو ألتينج. دليل مرجعي لعمليات التصنيع. نيويورك: Industrial P ، Incorporated ، 1993 ، الصفحة 219-220... .